# Svjetsko prvenstvo u alpskom skijanju 1997.
34. svjetsko prvenstvo u alpskom skijanju održano je u Sestriereu u Italiji od 3. veljače do 15. veljače 1997. godine.